# Here for a Good Time
Here for a Good Time è il ventiseiesimo album in studio del cantante country statunitense George Strait, pubblicato nel 2011.

## Tracce
1. Love's Gonna Make It Alright – 3:50
2. Drinkin' Man – 4:27
3. Shame On Me – 2:39
4. Poison – 3:39
5. Here for a Good Time – 3:01
6. House Across the Bay – 3:36
7. Lone Star Blues – 4:18
8. A Showman’s Life (featuring Faith Hill) – 4:43
9. Three Nails and a Cross – 3:43
10. Blue Marlin Blues – 3:24
11. I'll Always Remember You – 3:54